# Filadelfiaförsamlingen i Korsnäs
Filadelfiaförsamlingen i Korsnäs (Korsnäs Filadelfia) är en pingstförsamling i Korsnäs i Österbotten i Finland. Församlingen grundades vintern 1939 med Mattias Karlsson som föreståndare.
Tio år senare kunde man inviga ett egen bönehus, som under åren har renoverats och tillbyggts i olika etapper. Nu står Filadelfia som en prydnad för bygden.

## Föreståndare
- Oskar Eriksson
- Gunnar Backman
- Åke Ådahl
- Harry Blomberg
- Rafael Kecklund
- Jan-Erik Nyholm
- Runar Nylund
- Daniel Lindström